# Eriksberg (Gotemburgo)

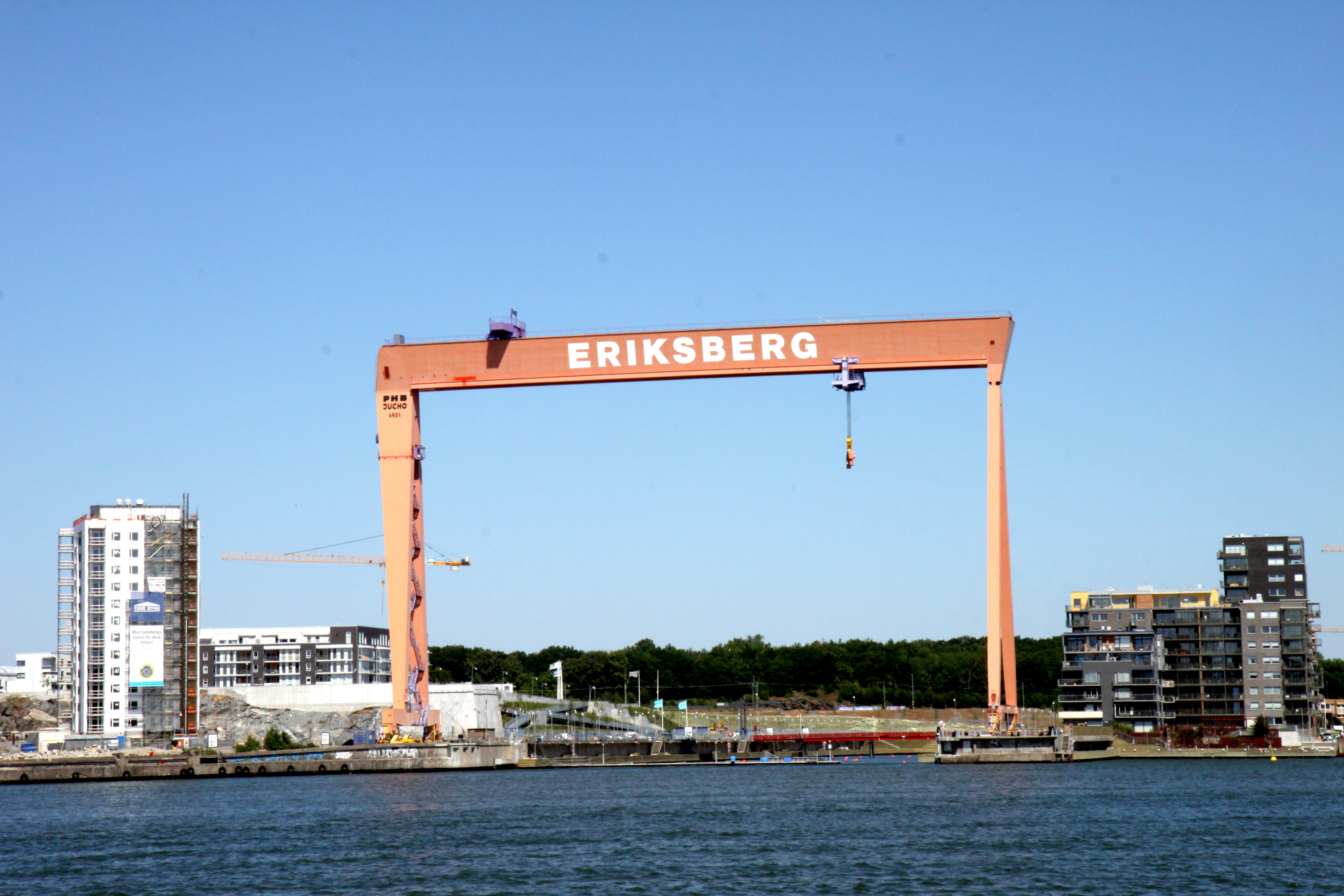
Construção de novas casas em redor do Guindaste de Eriksberg

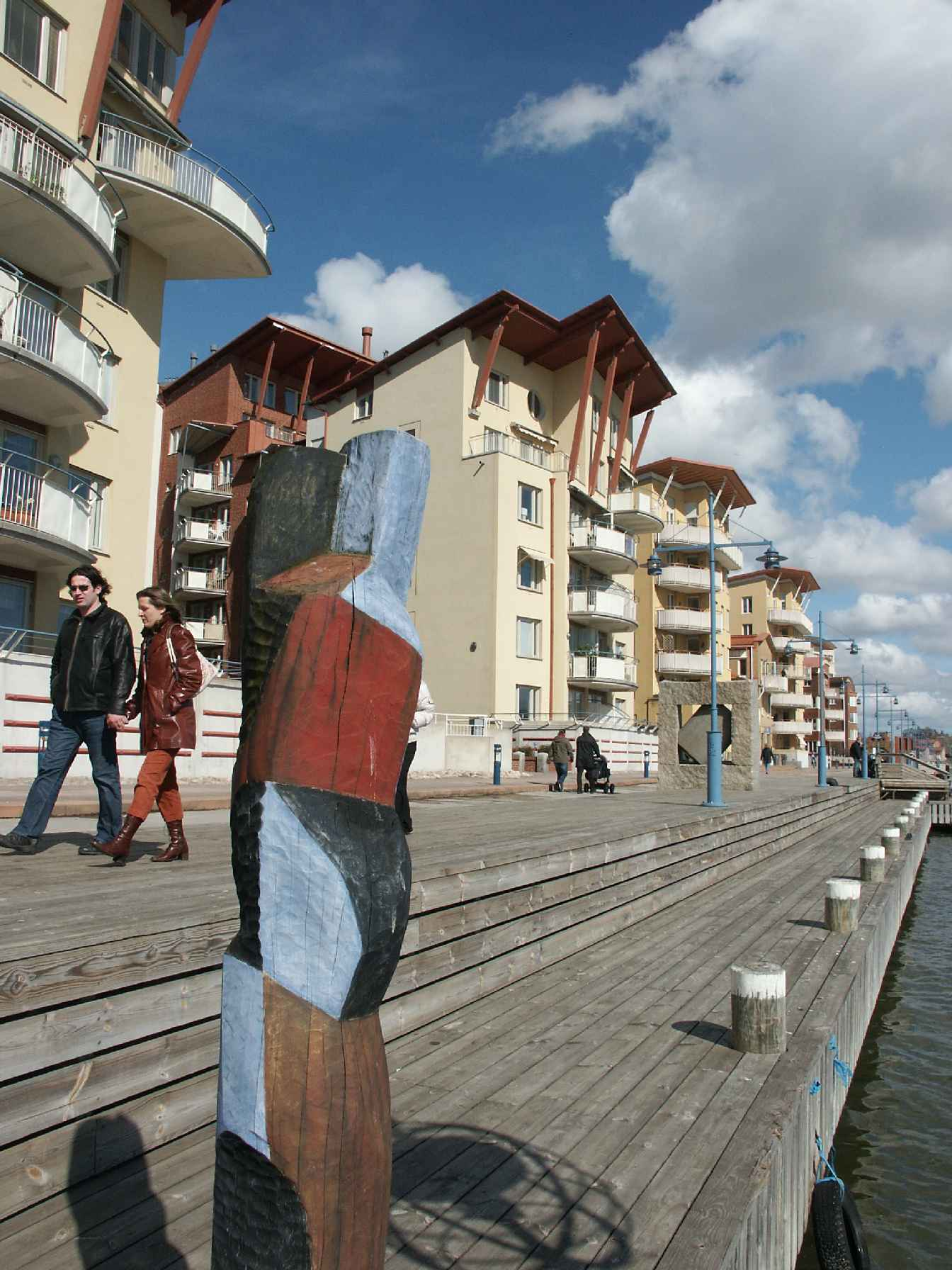
Passeando no cais de Eriksberg

Eriksberg é uma área (primärområde) da freguesia administrativa de Lundby na ilha de Hisingen.

Fica situada na zona dos antigos estaleiros de Eriksberg. Tem uma população de 9 731 habitantes (2018), com um rendimento médio de 380 000 coroas.

Estando ainda de pé o velho guindaste de 84 m em cor-de-laranja, que é o símbolo visível de toda a Eriksberg.  
Uma intensiva urbanização está em curso, com inúmeras casas de habitação.
O bairro é conhecido como ”Norra Älvstrandem”, isto é ”Margem Norte”.